# Dasyatis acutirostra
Dasyatis acutirostra és una espècie de peix de la família dels dasiàtids i de l'ordre dels myliobatiformes.

## Morfologia
- Els mascles poden assolir 10,6 cm de longitud total.[4]

## Reproducció
És ovovivípar.

## Hàbitat
És un peix marí, de clima subtropical i demersal que viu entre 53–142 m de fondària.

## Distribució geogràfica
Es troba al Pacífic: l'Equador, el Japó i Corea.

## Observacions
És inofensiu per als humans.